# ساندور روزنبرغ
ساندور روزنبرغ (بالمجرية: Rosenberger Sándor)‏ هو حاخام مجري، ولد في 1844 في Makó ‏ في المجر، وتوفي في 11 أغسطس 1909 في أراد في رومانيا.